# Hellersdorf
Hellersdorf er et område i bydelen i Marzahn-Hellersdorf i det østligste Berlin, Tyskland.
Fra 1986 til reformen af Berlins bydele i 2001 var Hellersdorf en selvstændig bydel, der også omfattede Kaulsdorf og Mahlsdorf. Indtil Tysklands genforening i 1989 var Hellersdorf beliggende i Østberlin.
Hellersdorf grænser op til delstaten Brandenburg, der omgiver Berlin. Området domineres af betonboligbyggeri fra 1980'erne.